# برنارد لانداور
برنارد لانداور (بالألمانية: Bernhard Landauer)‏ (و. 1970  م) هو مغني، ومغني أوبرا نمساوي، ولد في إنسبروك.

## التعليم
تعلم في جامعة الموسيقى والفنون التعبيرية في فيينا
.